# 円に外接する台形

接線台形

円に外接する台形（えんにがいせつするだいけい）とは、ユークリッド幾何学において4つの辺がすべて台形内の円（内接円）に接する台形である。接線台形（せっせんだいけい、英: tangential trapezoid）または外接台形（がいせつだいけい、英: circumscribed trapezoid）とも呼ばれる。
少なくとも1組の対向する辺が平行である接線四辺形の特殊なケースである。
他の台形と同様に、平行な辺を底辺、他の2辺を辺と呼ぶ。辺は等しいこともあるが（後述の#等脚接線台形参照）、等しくなる必要はない。

## 特殊な事例
接線台形の例としては、ひし形や正方形がある。

## 図形の性質
切円がWとYでそれぞれ辺ABとCDに接する場合、接線四辺形ABCDは次の場合に限り、辺ABとCDが平行な台形でもある。
{\displaystyle {\overline {AW}}\cdot {\overline {DY}}={\overline {BW}}\cdot {\overline {CY}}}
また、ADとBCが台形の平行な辺であるのは、以下の場合のみである。
{\displaystyle {\overline {AW}}\cdot {\overline {BW}}={\overline {CY}}\cdot {\overline {DY}}.}

## 面積
台形の面積の公式をピトーの定理を用いて簡略化すると、接線台形の面積の公式を得ることができる。底辺の長さがa,bで、他の2辺のうちいずれか1辺の長さがcであれば、面積Kは次式で与えられる（この式は底辺が平行の場合のみ使用可能）。
{\displaystyle K={\frac {a+b}{|b-a|}}{\sqrt {ab(a-c)(c-b)}}.}
面積は接線の長さe,f,g,hで次のように表すことができる
{\displaystyle K={\sqrt[{4}]{efgh}}(e+f+g+h).}

## 内接円の半径
面積と同じ表記を用いると、内接円の半径は、
{\displaystyle r={\frac {K}{a+b}}={\frac {\sqrt {ab(a-c)(c-b)}}{|b-a|}}.}
内接円の直径は接線台形の高さに等しい。
半径は、接線の長さで次のように表すこともできる。
{\displaystyle r={\sqrt[{4}]{efgh}}.}
さらに、接線長e、f、g、hがそれぞれ頂点A、B、C、Dから延長し、ABがDCに平行である場合、次のようになる。
{\displaystyle r={\sqrt {eh}}={\sqrt {fg}}.}

## 円の特性
内接円がP,Qで底辺に接する場合、P,I,Qは共線であり、Iは内心である。底辺がABとDCの接線台形ABCDの角度∠AIDと∠BICは、直角である。また辺の中点を結ぶ線上にある。

## その他の属性
接線台形の中央部は、台形の外周の4分の1に相当する。また、すべての台形と同様に底辺の和の半分に等しい。
2つの円を描き、それぞれの直径が接線台形の脚と一致する場合、この2つの円は互いに接することになる。

## 直角接線台形

接線台形

直角接線台形とは、隣接する2つの角が直角である接線台形である。底辺の長さをa,bとすると、内半径は、
{\displaystyle r={\frac {ab}{a+b}}.}となる。
したがって、内接円の直径は底辺の調和平均となる。
直角接線台形は面積が、
{\displaystyle \displaystyle K=ab}
であり、その外周Pは、
{\displaystyle \displaystyle P=2(a+b).}

## 等脚接線台形

二等辺三角形の接線台形はすべて中心である。

等脚接線台形は、脚が等しい接線台形である。等脚台形は円に内接するため、等脚接線台形は双心四角形である。つまり、内接円と外接円の両方を持つ。
底辺をa,bとすると、内半径は次式で与えられる。
{\displaystyle r={\tfrac {1}{2}}{\sqrt {ab}}.}
この公式を導き出すのは、日本発の簡単な算額問題であった。ピトーの定理から、脚の長さは底辺の和の半分であることがわかる。二重円の直径は底辺の積の平方根であるから、等脚接線台形は、底辺の算術平均と幾何平均をそれぞれ脚の長さと二重円の直径とする、美しい幾何学的解釈を与える。
底辺a,bの等脚接線台形の面積Kは、次式で与えられる。
{\displaystyle K={\tfrac {1}{2}}{\sqrt {ab}}(a+b).}